# Merkurstab (Heraldik)

Merkurstab/Hermesstab (Caduceus)

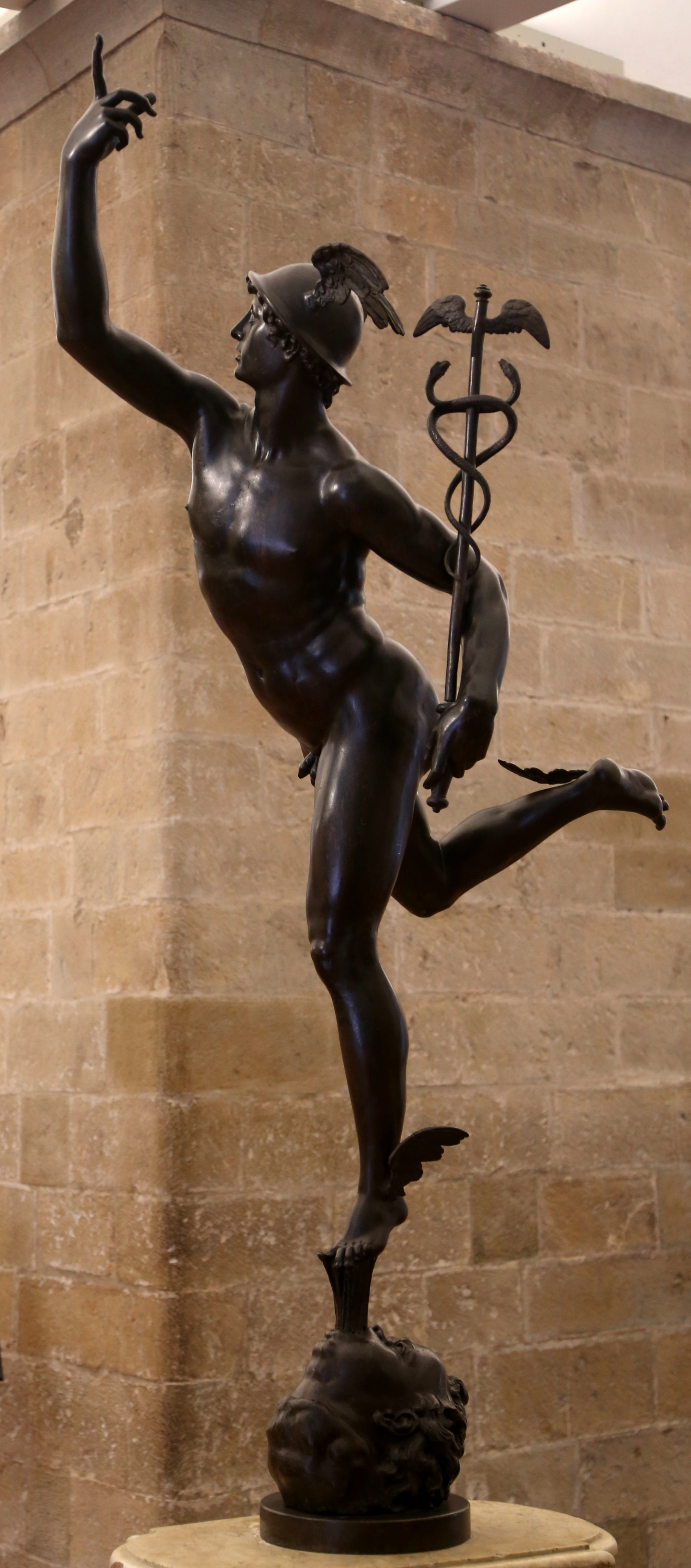
Giambologna: Fliegender Merkur, 1578–ca. 1580

Der Merkurstab ist in der Heraldik eine gemeine Figur und steht als Symbol des römischen Gottes Merkur für Handel. Auch der geflügelte Merkurhut ist ein Attribut des Gottes.
Im Wappen wird der Stab in allen Farben der Heraldik tingiert. Wenn der Gott persönlich ins Wappen gestellt ist, sodann oft nackt, mit Stab, Hut und (geflügelten) Sandalen und von Münzen (Kugeln) begleitet.
Der Merkurstab wird beidseitig als geflügelter Stab dargestellt, an dem sich zwei Schlangen emporwinden. Eine größere Anwendung war diesem Symbolstab zur Zeit der napoleonischen Heraldik beschert. Städte der ersten Ordnung nach napoleonischer Lesart führten einen Merkurstab auf oder über dem Wappen.
Andere Bezeichnungen sind Hermesstab und Heroldsstab. Ähnlich ist mit einer Schlange, aber ohne Flügel, der Äskulapstab.
Das Unicode symbol des Hermesstabes ist U+269A ⚚ STAFF OF HERMES (HTML &#9882;).

Quergelegter Stab über den Schild, ehemaliges Wappen von Caen
Einheitsgemeinde Sülzetal: rechts ein Zahnrad halb überdeckt von schrägrechts gestelltem gespitztem, geflügeltem Merkurstab in Gold
Emmelshausen mit drei Merkurhüten im Wappen, siehe auch Flügelhelm#Heraldik
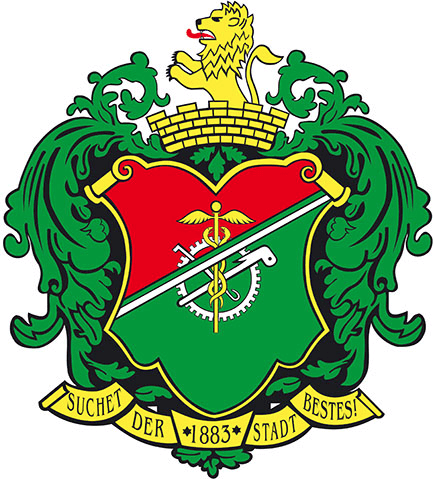
Merkurstab als Zeichen des Handels; das Zahnrad symbolisiert den Maschinenbau (Limbach-Oberfrohna)
Kombination aus Anker und Merkurstab steht für Seefahrt und Handel (Rhauderfehn)
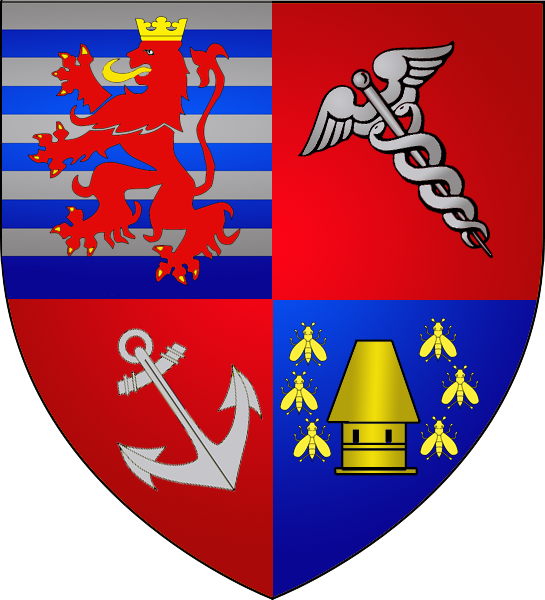
Hermesstab im Wappen von Wiltz